# جيف براي
جيف براي (بالإنجليزية: Geoff Bray)‏ (30 مايو 1951 في المملكة المتحدة - ) هو لاعب كرة قدم بريطاني في مركز الهجوم. لعب مع أكسفورد يونايتد وسوانزي سيتي ونادي توركي يونايتد ونادي دارتفورد وإيريث وبلفيدير ‏.

## وصلات خارجية
- جيف براي على موقع قاعدة بيانات كرة القدم.إي يو (الإنجليزية)